# José Justicia
José Antonio Justicia Perales (Petrer, 6 januari 1989) is een Spaanse darter. 

## Carrière
Justicia begon zijn carrière in 2009 en nam deel aan PDPA Players Championship-evenementen in Gibraltar en Nuland. Aan het einde van het jaar probeerde hij zich via het PDC World Spain Qualifying Event te kwalificeren voor het PDC World Darts Championship 2010, maar verloor in de kwartfinale van Francisco Ruíz. Volgende jaren nam hij voornamelijk deel aan soft-tip darts en werd hij Europees kampioen in Soft Tip Bullshooter European Championship 2012. Hij nam deel aan verschillende andere PDPA Players Championship-evenementen in 2011 en 2012, in Duitsland, Nederland en Spanje.
Tussen 2012 en 2018 speelde Justicia soft-tip darts en bereikte in 2016 de kwartfinale van Soft Tip Dartslive Las Vegas.
In januari 2018 probeerde hij een Toucard te winnen in de PDC en bereikte de finale van het toernooi op dag 3, waar hij verloor van Tytus Kanik. Na het bereiken van de laatste 16 op de laatste dag behaalde Justicia zijn Tourcard via PDC Q-School Order of Merit. Tijdens een van de UK Open Qualifier-toernooien werd Justicia geduwd door Adrian Lewis en moesten de spelers worden gescheiden door stewards. Op 2 februari 2018 bracht de Darts Regulation Authority een verklaring uit dat Lewis met onmiddellijke ingang zou worden geschorst in afwachting van een beroep na een incident met Justicia in de eerste UK Open-kwalificatiewedstrijd. Op 8 februari 2018 kreeg Lewis een schorsing opgelegd nadat Lewis toegaf dat hij de DRA-regels had overtreden.
In maart speelde Justicia zijn eerste grote toernooi, de UK Open 2018, waar hij in de tweede ronde met 2-6 verloor van Joe Cullen. In april kwalificeerde Justicia zich voor zijn eerste European Tour-evenement, toen hij PDC German Open speelde. Later in het jaar kwalificeerde hij zich ook voor de International Darts Open 2018. Hij kon zich niet kwalificeren voor het PDC World Darts Championship 2019 via PDC Pro Tour Order of Merit en werd uitgeschakeld in de kwartfinale van het PDC World South West European Qualifying Event.
Justicia speelde op UK Open 2019 en won zijn eerste grote toernooiwedstrijd, toen hij met 6-2 won van Kevin Thoburn. Bij de laatste 96 verloor hij in de beslissende leg met 5-6 van Ricky Evans. In april bereikte hij de kwartfinale van PDPA Players Championship in Barnsley, waarmee hij op dat moment zijn beste resultaat neerzette. In juni plaatste hij zich voor de PDC Danish Open, waar hij in de eerste ronde werd uitgeschakeld.
Na het winnen van de South West Europe Qualifier verzekerde Justicia zich van zijn debuut op het PDC World Darts Championship 2020. Hij speelde tegen Arron Monk in de eerste ronde en won met 3-0. In de tweede ronde stond Justicia tegenover het zeventiende reekshoofd, Stephen Bunting, van wie hij met 2-3 verloor in sets. Na het toernooi stond Justicia 82e in de PDC Order of Merit en verloor zijn Tourcard.
In januari 2020 ging Justicia naar PDC Q-School, in een poging zijn Tourcard terug te krijgen. Ondanks het bereiken van de kwartfinale op dag 4, kon hij de Tourcard niet winnen. Hij stapte over naar de PDC Challenge Tour en deed ook mee aan online darten.
In 2021 slaagde hij er niet in om een Tourcard te verkrijgen in de PDC EU Q-school en ging hij verder in de PDC Challenge Tour. Justicia won het zevende toernooi van het jaar in Niedernhausen en won zijn eerste titel op dit circuit. In september vertegenwoordigde hij Spanje op de World Cup of Darts 2021 naast Jesús Noguera, waarbij ze in een beslissende leg verloren van het Zuid-Afrikaanse team van Devon Petersen en Carl Gabriel. In 2022, 2023 en 2024 nam Justicia opnieuw deel aan de World Cup.
In januari 2022 ging Justicia naar de EU Q-school en op dag 1 in de finale won hij van Mario Vandenbogaerde met 6-0 om zijn PDC Tour Card veilig te stellen en zijn terugkeer naar het professionele circuit te verzekeren. Hij bereikte de derde ronde van de UK Open 2022, waar hij in een beslissende leg verloor van Adam Gawlas, ondanks dat hij een 9-darter gooide tijdens de wedstrijd.

## Resultaten op wereldkampioenschappen

### PDC
- 2020: Laatste 64 (verloren van Stephen Bunting met 2-3)
- 2023: Laatste 96 (verloren van Josh Rock met 1-3)